# Przejmy
Przejmy – osada leśna w Polsce położona w województwie mazowieckim, w powiecie przasnyskim, w gminie Jednorożec. Leży przy drodze ze Starej Krępy do Lipy.
Miejscowość wchodzi w skład sołectwa Obórki. Należy do rzymskokatolickiej parafii św. Stanisława Biskupa w Świętym Miejscu.

## Historia

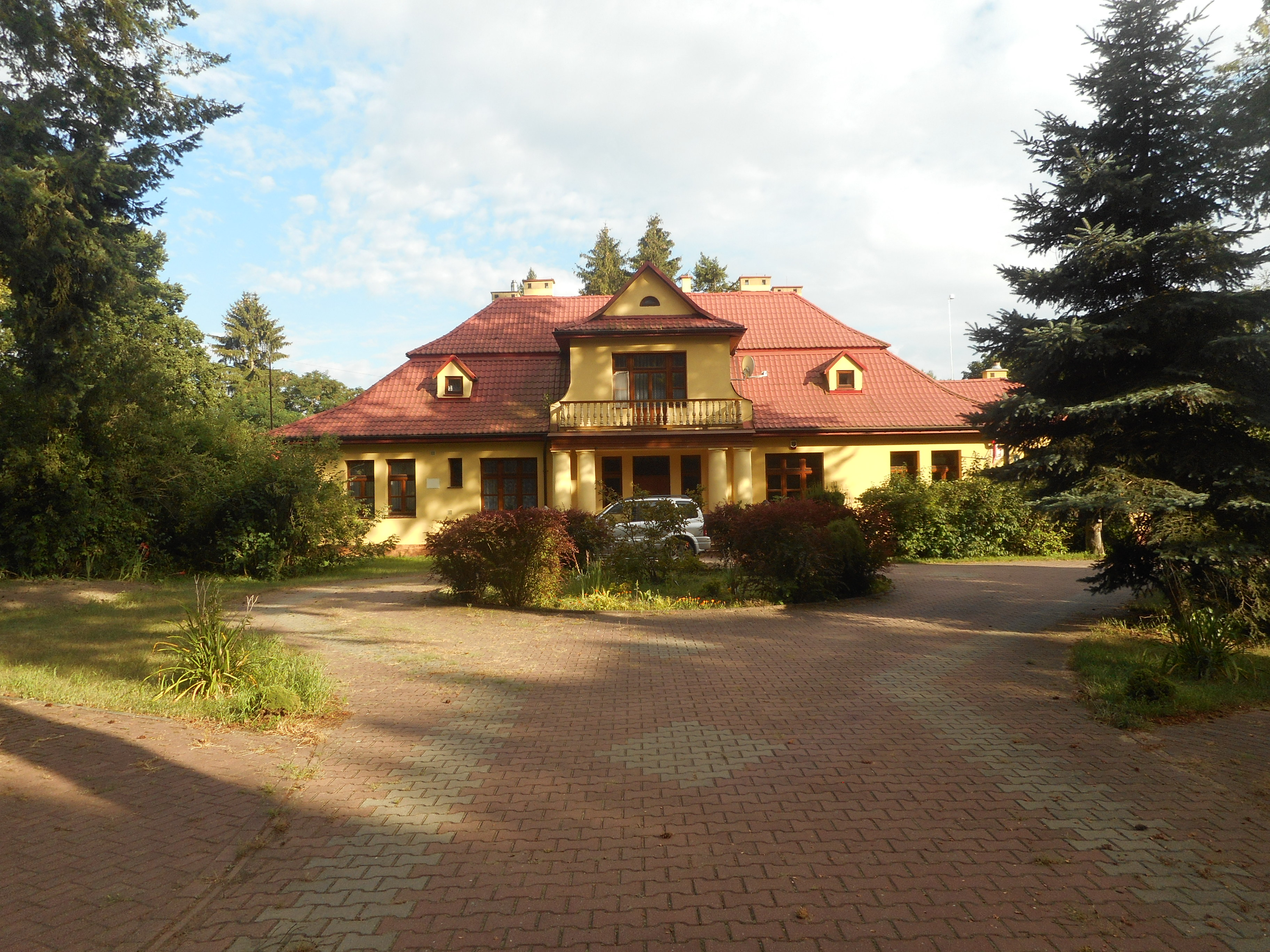
Leśniczówka

W XIX wieku Przejmy Rządowe lub Leśne były osadą w gminie Jednorożec powiatu przesnyskiego guberni płockiej, posiadała urząd leśny, dwa domy i liczyła 14 mieszkańców.
W latach 1975–1998 miejscowość administracyjnie należała do województwa ostrołęckiego.
Siedziba leśnictwa Przejmy w Nadleśnictwie Przasnysz. Istniejący do dziś budynek leśniczówki wzniesiony został w latach 20. XX wieku. W pobliżu znajduje się kapliczka upamiętniająca śmierć córki carskiego nadleśniczego w 1867 w wyniku epidemii cholery.
W leśnictwie Przejmy powstaje ośrodek rekreacyjno–edukacyjny dla dzieci, młodzieży i dorosłych. W bezpośrednim sąsiedztwie leśniczówki zlokalizowano ścieżkę edukacyjną o długości 2 km z 12 tablicami tematycznymi poświęconymi problematyce leśnej. Z końcem 2007 w leśniczówce została oddana do użytku Izba Edukacyjna, wyposażona w ekspozycje imitujące zwierzęta w ich naturalnym środowisku oraz gabloty edukacyjne: entomologiczne i zbiory nasion. 
W 1878 urodził się tu Alfons Kühn, minister komunikacji w rządach II RP.